# Шевченко Сергій Іванович (краєзнавець)
Шевченко Сергій Іванович (30 вересня 1958 — 29 вересня 2015) — краєзнавець, педагог, вчений, журналіст.

## Біографія

### Дитинство та юність
Народився 30 вересня 1958 року в с. Водяному Добровеличківського району у сім'ї зоотехніка та агронома. Закінчив Павлівську середню школу Світловодського району, куди незабаром переїхали батьки. У селі мешкав в 1959—1976 та восени 1981 — на поч. 1982 рр. Тут пройшли кращі роки дитинства. Пізнання світу, народних традицій, перше дитяче захоплення — шахи, яке переросте у хобі всього життя. Участь в іграх однолітків, у футбольних турнірах. У складі кращої сільської футбольної команди «Колос», будучи її капітаном, стане чемпіоном району і учасником змагань на кубок області.

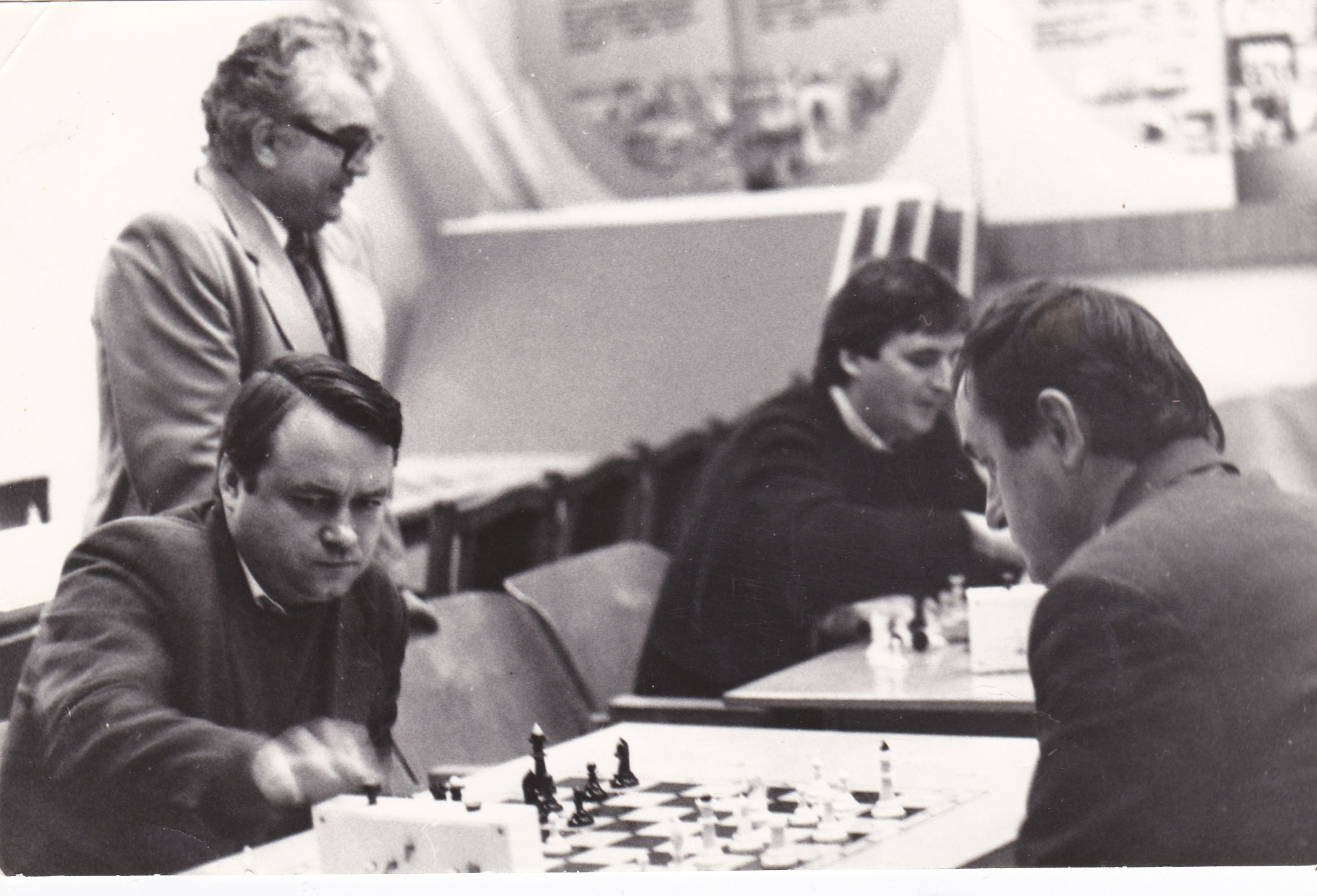
Захоплення шахами

Із спогадів класного керівника та пізніше колеги-викладача кандидата педагогічних наук, доцента Кіровоградського педуніверситету ім. В. Винниченка: «З дитинства у Сергія було розвинуте почуття справедливості. У сусідньому з нами селі Свердлівці була потужна баптиська громада. У нашому класі було троє дітей з родин віруючих. Вони трималися відсторонено, були байдужими до навчання. Школа явно не була для них «школою радості», а сприймалася, швидше, як певне випробування. Цю відособленість одних дітей від інших він вважав неправильною. З одним із таких дітей — Миколою Шевченком — і заприятелював Сергій. І це був учинок.
Він був неговірким, але мав твердий характер. Міг сказати не лише «так», що часто досить легко, але міг сказати й «ні». Моя дружина викладала математику, помітила здібності Сергія до свого предмета, пророкувала йому успіхи на ниві точних наук, але хлопець сказав: «Без образ, але я над усе люблю історію і вступатиму тільки на історичний».
По завершенні навчання на історичному факультеті Київського ордена Леніна державного університету ім. Т. Г. Шевченка (1981 р.) отримав кваліфікацію історика-архівіста, а також військове звання лейтенанта запасу.

### Трудова діяльність
У 1981—1983 роках працював архівістом І категорії, завідувачем Світловодського державного міського архіву, у 1983—1991 рр. — директором Державного архіву Кіровоградської області, з 1986 р. викладав за сумісництвом на історичному факультеті держпедінституту ім. О. С. Пушкіна. Делегат установчих зборів Товариства архівістів СРСР, спілки архівістів України, республіканського товариства «Меморіал», Всеукраїнської спілки краєзнавців. Очолював обласну топонімічну комісію.

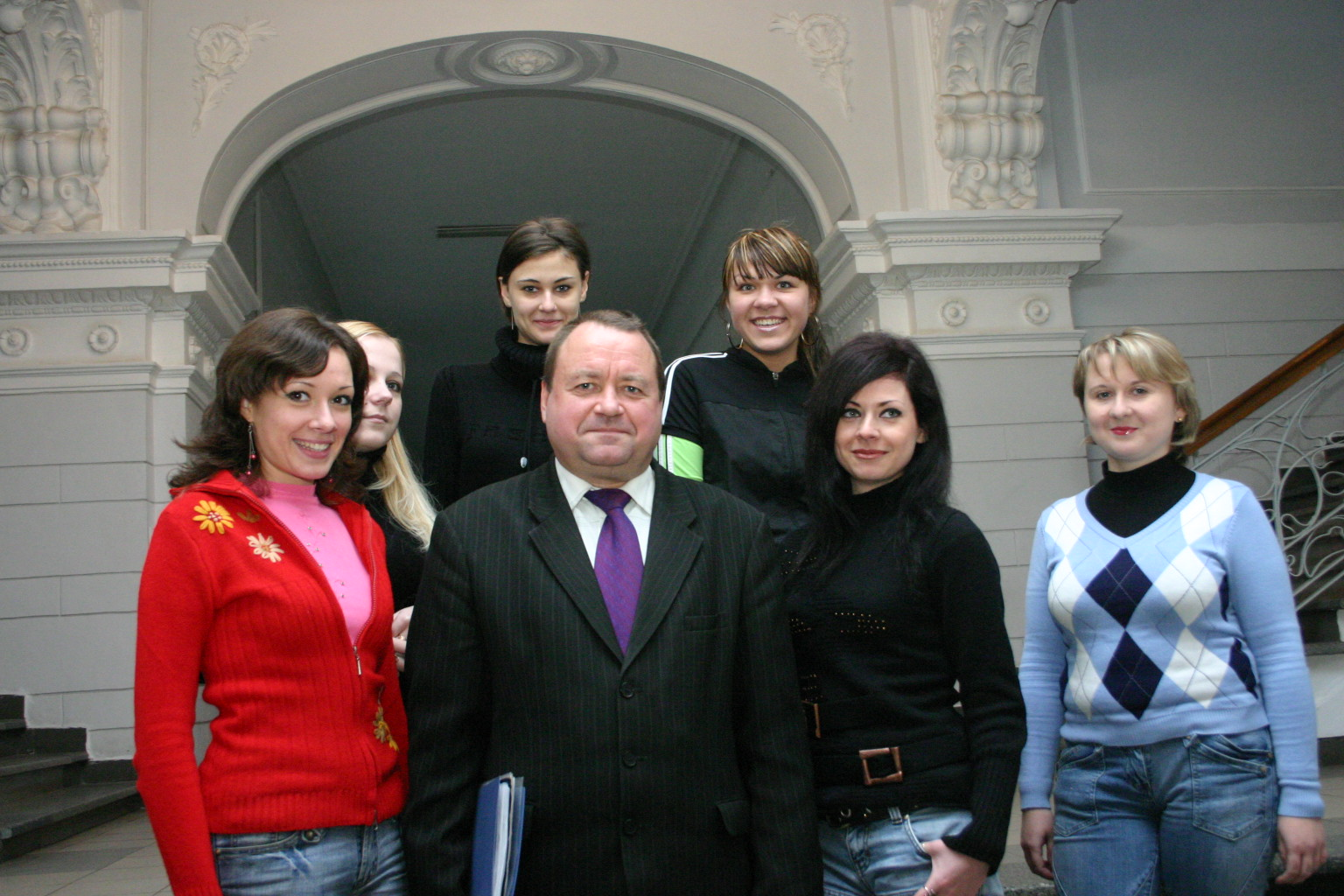
Шевченко С. І. зі студентами

1992 року перейшов працювати викладачем кафедри народознавства держпедінституту ім. В. Винниченка. 1997 року закінчив аспірантуру української археографії та джерелознавства ім. М. Грушевського НАН України і захистив кандидатську дисертацію із всесвітньої історії на тему: «Україна в міжнародних економічних відносинах (1950 — 1980-і рр.)» (науковий керівник — доктор історичних наук Даниленко В. М.) і повернувся на роботу викладачем. Кандидат історичних наук. З 1998 р. ст. викладач кафедри спеціальних історичних дисциплін, доцент кафедри народознавства та історії культури (2001). З 1 квітня 2004 року працював доцентом кафедри всесвітньої історії Кіровоградського державного педагогічного університету ім. В. Винниченка. Викладав історичне краєзнавство, основи історичного музеєзнавства та охорону пам'яток історії та культури, допоміжні історичні дисципліни та джерелознавство, всесвітню політичну історію, теорію та історію міжнародних відносин, джерелознавство всесвітньої історії, вів архівно-музейну та педагогічну практику.
Тетяна Ткаченко, директор Кіровоградського обласного художнього музею, згадує Сергія Шевченка як фахового музейника, незмінного куратора студентів-істориків, який опікувався кожним студентом. Сергій Іванович завжди допомагав доброю порадою та батьківським словом не лише своїм практикантам, а й співробітникам музею, адже в їхній установі продовжують працювати його колишні студенти. Саме він започаткував проведення звітних студентських конференцій за підсумками практики безпосередньо в музейних стінах. Сергій Іванович Шевченко був активним учасником різноманітних культурно-мистецьких заходів, виставок, круглих столів, проектів, залучав студентів до екскурсійної діяльності, проведення різноманітних акцій, волонтерства.
Як науковець, краєзнавець плідно співпрацював із колективами місцевих газет: «Молодий комунар», «Кіровоградська правда», «Народне слово», «Вечірня газета», «21 канал», «Університетський меридіан», «Украина-Центр». У статті «Пам'яті Сергія Івановича Шевченка» народословці відзначають: «Упродовж чверті століття матеріали під його прізвищем про минуле нашого краю постійно з'являлися на сторінках обласного часопису. Його статті, наукові дослідження, розповіді про маловідомі факти з історії Кіровоградщини мали неабияку популярність серед читачів, тривалий час слугуватимуть доповненням до навчальних посібників для вчителів історії». 
Друкувався в київській, львівській, харківській пресі, а також у часописах Сербії з проблем краєзнавства, історії, політики, архівознавства, освіти, літературознавства, музеєзнавства, журналістики, пам'яткознавства, спорту, етнографії, економіки. У 1990-х рр. очолював первинний осередок при правлінні обласної організації Національної спілки журналістів України. Входив до обласної редколегії книги «Реабілітовані історією» та ради Українського товариства охорони пам'яток історії і культури. Очолював обласну організацію Спілки архівістів України, був заступником голови обласної організації Всеукраїнської спілки краєзнавців.

### Передчасна смерть
29. 09. 2015 р. у зв'язку з невиліковною хворобою перестало битись серце полум'яного патріота своєї справи, науковця, педагога та краєзнавця Сергія Івановича Шевченка. Церемонії прощання з тілом покійного відбулися біля центрального корпусу Кіровоградського державного педагогічного університету імені Володимира Винниченка. Похований у селі Павлівка Світловодського району Кіровоградської області.
|  | Пам'ять про нього збережуть не лише наші спогади. Його життя продовжать його книги |

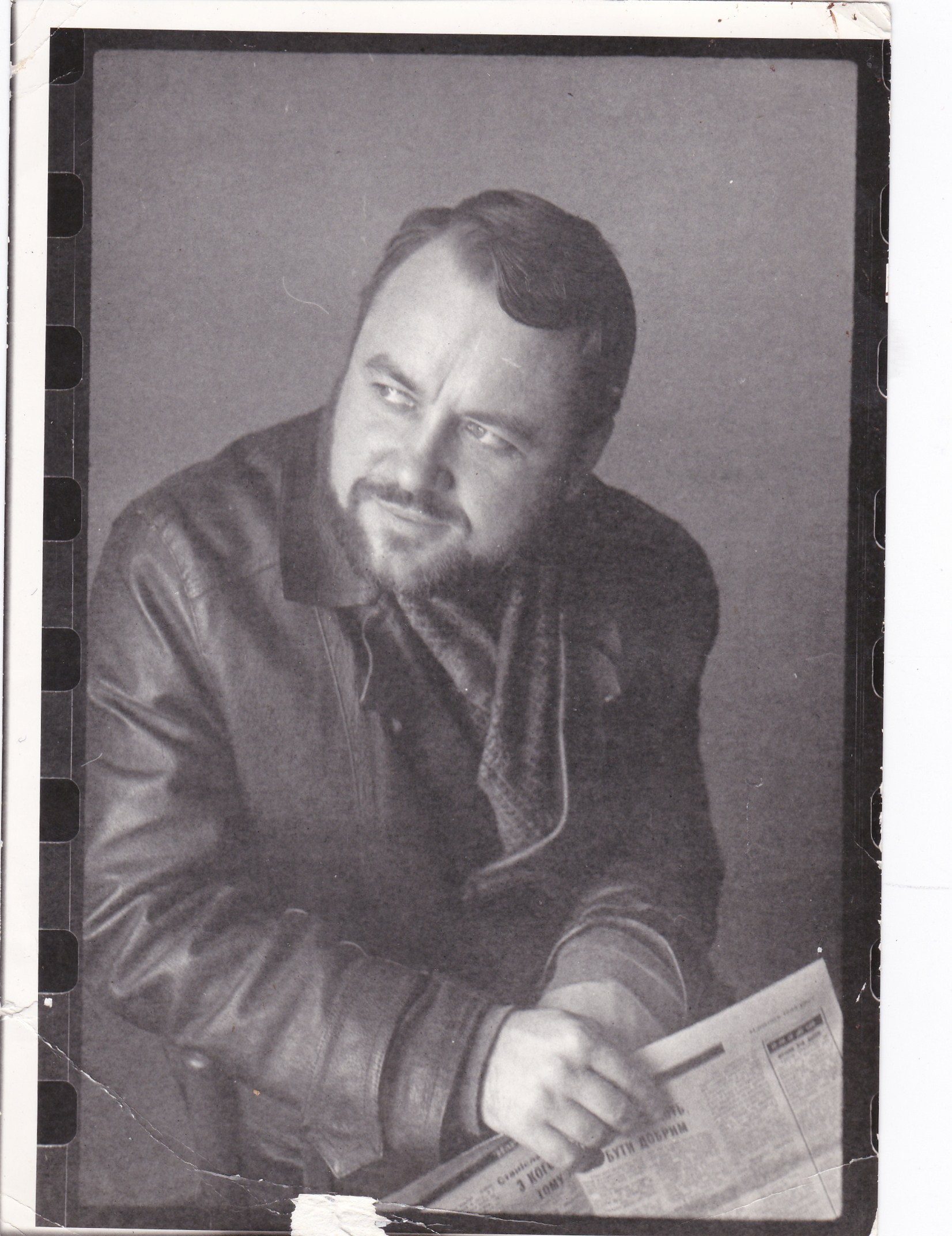
Шевченко С. І.

Високо оцінивши творчий доробок науковця, доктор філологічних наук, професор, академік АН Вищої Школи України Г. Д. Клочек у передмові до книги С. Шевченка «Старі стіни: Єлисаветградська громадська жіноча гімназія (1860—1920)» напише: 
|  | Нам, читачам його книг, треба навчитися сприймати факти, подані істориком. Сергій Шевченко зробив багато для того, щоб наша уява оживила „його величність Факт“, візіалізувала його, стала відкритою у сприйманні тієї благодатної енергії, яка йде від розумного і знаючого автора. То є енергія реанімації нашої пам'яті, без якої неможливе повноцінне духовне існування. То ж будемо вдячні Сергію Шевченку за його чудові і такі потрібні нам дослідження |

.

## Наукова діяльність
Сфера наукових інтересів: історія Кіровоградщини, історія міжнародних зв'язків України, архівознавство, історіографія.
Автор понад 200 наукових праць, в тому числі в Сербії, Білорусі, Польщі, Росії з проблем міжнародних відносин України, минувшини Центральноукраїнського регіону, військової, освітянської, сільської історії, міжслов'янських зв'язків, життєпису окремих персоналій і родин краю, архівознавства, історіографії та ін. Окремими виданнями вийшли у Кіровограді (нині м. Кропивницький) в ХХІ ст.: «Кіровоградщина — козацький край», «Обабіч Інгулу» (до 30-річчя Кіровського району М. Кіровограда), «Кіровоградщина. Історія. Традиції. Сучасність» (співавтор), «На пограниччі культур: Кіровоградщина — Польща в літературних зв'язках (ХІХ — поч. ХХІ ст.)», «Українська доля Нової Сербії (Кіровоградщина в українсько-сербських зв'язках (1752—2002)», «Україна в міжнародних економічних відносинах (1950 — 1980-і рр.)», «Старі стіни: Єлисаветградська громадська жіноча гімназія (1860—1920 рр.)», «Історичний факультет: віхи зростання» (співавтор), «Історія Кіровоградського державного педагогічного університету імені Володимира Винниченка (1964—1999)», «Кіровоградщина в українсько-польських зв'язках. Освіта і наука (1820-ті — поч. 2000-х рр.)», «Кіровоградщина в українсько-польських мистецьких зв'язках (ХІХ — поч. ХХІ ст.)», «Лицарі українського степу» (до 70-річчя Кіровоградської області), «В ім'я України. Василь Нікітін: листи, статті, спогади» (збірник, співупорядник), «Шульгини: Інгульська сторінка», «Кавалерія: від Єлисаветградського офіцерського кавалерійського училища до Української кіннотної військової школи ім. Будьонного (1850 — 1930-і рр.)» (автор тексту), «Вершники на Інгулі», «Павлівка. Село в історії Наддніпрянщини», «Центральноукраїнський архів». Публікувався в «Київській старовині», «Архівах України», «Новой и новейшей истории», «Матице српской», «Польще» та ін. часописах.

## Нагороди та відзнаки
За наукову, педагогічну, краєзнавчу діяльність нагороджений годинником Голови Верховної Ради України; почесними грамотами Міністерства освіти і науки України, управління освіти і науки облдержадміністрації, архівного відділу облвиконкому та облпрофради; грамотами кіровоградських обласних держадміністрації та ради, міських ради й виконкому, ради обласної організації УТОПІК; нагрудним знаком республіканського оргкомітету з проведення огляду пам'ятників і пам'ятних знаків; преміями: обласною краєзнавчою ім. В. Ястребова, до 60-річчя утворення Кіровоградської області, газети «Народне слово» ім. В. Винниченка та Долинської районної ради ім. І. Проценка. Кращий науковець КДПУ ім. В. Винниченка в галузі історії 2012 р.